# Twisted Metal III
Twisted Metal III è il terzo capitolo della serie a combattimenti tra veicoli Twisted Metal, ed è stato sviluppato e pubblicato internamente dalla 989 Studios e messo in commercio il 31 ottobre 1998 nel Nord America per la PlayStation.

## Modalità di gioco
Twisted Metal III è ambientato nel 2008, due anni dopo Twisted Metal 2. Come gli altri due capitoli precedenti, consiste in una serie di demolition derby in cui il giocatore prende il controllo di un veicolo giocabile (in questo caso dodici) e lo usa per distruggere tutti gli altri giocatori. Oltre ai consueti comandi tipici di un normale veicolo, il giocatore può usare il turbo e le varie armi ramite le levette analogiche e i tasti azione. Le modalità disponibili sono il Torneo a giocatore singolo e il Deathmatch multigiocatore. Il Torneo consiste in otto livelli, uno più difficile dell'altro; il giocatore può usare anche un alleato controllato dal computer, ma non potrà in questo modo vedere l'epilogo. Inoltre, sempre con l'opzione dell'alleato controllato dall'IA, il giocatore ha l'opzione di condividere con lui il numero totale di vite: ogni volta che un giocatore perde una vita, il numero totale di vite scende. Nel Deathmatch è possibile giocare da soli o in un massimo di quattro giocatori più eventuali veicoli controllati dal computer, per un totale massimo di otto veicoli a seconda della mappa scelta.
Oltre alle solite armi presenti nel gioco, tra cui le mitragliatrici standard, deboli ma dalle munizioni infinite., ogni veicolo può eseguire tre varietà di attacchi: "Special Weapon Attacks" (Attacchi d'Arma Speciale), "Advanced Attacks" (Attacchi Avanzati) e "Combo Attacks" (Attacchi Combo). La prima categoria è unica per ogni veicolo e ha munizioni infinite, ma necessita di una ricarica; la seconda permette al giocatore di attaccare il nemico quando questi non ha più armi, ma è usabile solo se l'apposita barra in basso a destra è piena e richiede solitamente una sequenza di tre o quattro tasti; la terza e ultima combina gli Attacchi Avanzati e le manovre con le armi prese nel gioco; questa tipologia d'attacco è eseguibile anche con l'arma speciale di un qualsiasi veicolo, e data la natura ad ambiente aperto del gioco, è possibile inventarsi e scoprire numerose combo possibili.

### Livelli
Questa è la sequenza dei livelli di gioco:
1. Hollywood, devastata dal "Grande Terremoto del 2007"
2. Washington, di fronte all'United States Capitol, dove si trova il primo boss, Darkside
3. Area 51, Hangar 18, che ospita un grande aereo dove è possibile entrarvi
4. Polo Nord vicino al laboratorio di Babbo Natale
5. Londra, dove è possibile distruggere il campanile che ospita il Big Ben e dove si trova il secondo boss, Minion
6. Tokyo
7. Egitto vicino alla Grande Sfinge di Giza
8. Dirigibile di Calypso, dove gli avversari sconfitti si rigenerano di continuo finché il giocatore non distrugge un dispositivo rianimatore nascosto nel livello, e dove si trova il boss finale Primeval

### Personaggi
In verde sono segnati i personaggi ripescati nel gioco precedente, in giallo quelli nuovi e in rosso quelli segreti, boss o sbloccabili.
| Veicolo | Veicolo      | Personaggio          | Descrizione |
| ------- | ------------ | -------------------- | --- |
|         | Axel         | Axel                 | Essendo egli sfigurato dopo essersi liberato dal suo veicolo, ora vuole diventare parte di esso.                                                    |
|         | Mr. Grimm    | Mr. Grimm            | Entra nel torneo per prendere l'anima di Calypso.                                                                                                   |
|         | Hammerhead   | Granny Dread         | Una donna anziana che entra nel torneo per porre fine alla distruzione che ha annientato i suoi vicini.                                             |
|         | Outlaw       | Jamie e Buzz Roberts | Due poliziotti che vogliono porre fine al torneo Twisted Metal.                                                                                     |
|         | Roadkill     | Marcus Kane          | Un sentatetto che ritiene di avere il diritto di vincere il torneo.                                                                                 |
|         | Spectre      | Lance Wilder         | Un donnaiolo in cerca di fama. |
|         | Thumper      | Bruce Cochrane       | Cerca gloria e fama che vuole condividere con i suoi compagni.                                                                                      |
|         | Warthog      | Capitan Rogers       | Vuole una testa che pareggi il suo corpo da ventenne che aveva vinto in Twisted Metal 2.                                                            |
|         | Auger        | Buster Cobb          | Un operaio che vuole che la gente veda il suo bambino dentro di sé.                                                                                 |
|         | Club Kid     | Club Kid             | Entra nel torneo per poter festeggiare tutta la notte.                                                                                              |
|         | Firestarter  | Damien Coles         | Entra nel torneo per avere la possibilità di organizzare un barbecue all'aperto con i suoi amici.                                                   |
|         | Flower Power | Amber Rose           | Entra nel torneo per fermare chiunque inquini la Terra.                                                                                             |
|         | Minion       | Minion               | Un demone infernale che vuole trascorrere tutta l'eternità all'Inferno. È sbloccabile grazie a un codice e possiede un finale tutto suo.            |
|         | Sweet Tooth  | Needles Kane         | Un clown che vuole mangiare tutte le caramelle che vuole, guida il suo famoso camion dei gelati. Sbloccabile grazie a un codice o finendo il gioco. |
|         | Darkside     | Mr. Ash              | Boss di Washington. Non giocabile. |
|         | Primeval     | Sconosciuto          | Boss finale che si trova nell'ultimo livello, il dirigibile di Calypso. Non giocabile.                                                              |

## Sviluppo
Dopo lo sviluppo dei primi due giochi della serie di Twisted Metal, SingleTrac fu acquistata dalla GT Interactive, e non poté più sviluppare altri titoli della serie, essendo essa limitata a produrre giochi pubblicati dalla GT e la serie era proprietà della Sony Computer Entertainment. Fu inizialmente annunciato che nonostante Twisted Metal III fosse invece sviluppato da un team interno della Sony, David Jaffe avrebbe guidato lo sviluppo come gli altri due giochi, ma alla fine egli fu accreditato nel gioco tra i "ringraziamenti speciali".

## Accoglienza
| Testata                            | Giudizio |
| ---------------------------------- | -------- |
| GameRankings (media al 31-03-2021) | 48.97%   |
| AllGame                            | [ 8 ]    |
| Electronic Gaming Monthly          | 5.37/10  |
| Game Informer                      | 8.25/10  |
| GameFan                            | 87%      |
| GamePro                            | [ 12 ]   |
| GameRevolution                     | C-       |
| GameSpot                           | 4.7/10   |
| IGN                                | 4/10     |
| Next Generation                    | [ 16 ]   |
| OPM (US)                           | [ 17 ]   |
| PSM                                | [ 18 ]   |

Twisted Metal III ha ricevuto un'accoglienza mista dalla critica, con un punteggio aggregato del 48.97% su GameRankings. Kevin Dick di Game Revolution ne ha criticato il design dei livelli poco ispirato, il motore fisico confuso e le grafiche granulose, ma lodato le varie opzioni multigiocatore e la colonna sonora di Rob Zombie. Joe Fielder di GameSpot, pur ammettendo che la colonna sonora di Rob Zombie e Pitchshifter era adatta al gioco, ha anche criticato il design carente e la fisica strana, consigliando piuttosto Vigilante 8 della Activision o Rogue Trip: Vacation 2012 della GT Interactive. Doug Perry di IGN ha dichiarato: "con l'eccezione della modalità a quattro giocatori e della colonna sonora di Rob Zombie, due grandi cose venute fuori dal gioco, Twisted Metal 3 è un gioco che purtroppo non aggiunte tanto dai primi due giochi. Anzi, è come un cappello vecchio". Le uniche recensioni positive provengono dall'87% di GameFan, dalle quattro stelle e mezzo su cinque di GamePro, e dall'8.25/10 da Game Informer, che ha scritto: "di certo Twisted Metal 3 è una degna aggiunta alla serie, ma non è lo stesso combattimento tra macchine a cui siete abituati. Per alcuni, questa è una buona cosa, ma per altri i cambiamenti sono inaccettabili". La rivista Next Generation lo ha votato con una stella su cinque, dichiarando "su Twisted Metal III non c'è altro che lo stesso spara-spara alle macchine di livello in livello senza tanto interesse".
Twisted Metal III è stato un successo commerciale, vendendo 1.14 milioni di copie negli Stati Uniti. Come risultato, è stato ripubblicato nella lista Sony Greatest Hits del 1999.